# Józef Huss
Józef Huss (* 11. Juni 1846 in Krzeszowice; † 15. Februar 1904 in Warschau) war ein polnischer Architekt und Denkmalpfleger. Er gilt als einer der bedeutendsten Vertreter des Eklektizismus in Polen.
Nach dem Architekturstudium an der Königlichen Technischen Hochschule in Charlottenburg zog Huss 1866 nach Warschau. Zunächst war er dort beim Architekten Józef Orłowski tätig; 1873 machte er sich selbständig. Er gehört zu den produktivsten Architekten des Warschauer Eklektizismus.

## Errichtete Bauten (Auswahl)
- Wielopolski-Residenz, Warschau (1875–1876)
- Bauerfeind-Haus, Aleje Jerozolimskie 5, Warschau (1876)
- Monkiewicz-Haus, Aleje Ujazdowskie 3, Warschau (1877)
- Karnicki-Palais, Warschau (1877)
- Ländliche Residenz in Orłowo (Woiwodschaft Podlachien) (1880)
- Wiederaufbau des Królikarnia-Palastes in Warschau (1880)
- Umbau des Straßburger-Hauses, Królewska-Str. 10, Warschau (1884)
- Borkowski-Haus, Marszałkowska-Str. 110, Warschau (1884–1887)
- Quergebäude in Hof des Hauses, Krakowskie Przedmieście 30, Warschau (1895)
- Anbau des Bibliothekflügels am Przeździecki-Palast, Foksal-Str. 6, Warschau (1891–1892)
- Tyszkiewicz-Palast in Trakai bei Wilna (1896–1901)
- Bahnhof der Warschau-Kalisz Eisenbahn, Aleje Jerozolimskie, Warschau (1902)
- Mietshaus zu den Greifen (Fuchs-Haus, Classen-Haus), Trzech-Krzyży-Platz 18/Ecke Bracka-Str. 2, Warschau (1884–1886)
- Instandsetzung des Uruski-Palastes, Krakowskie Przedmieście 30, Warschau (1893–1895)

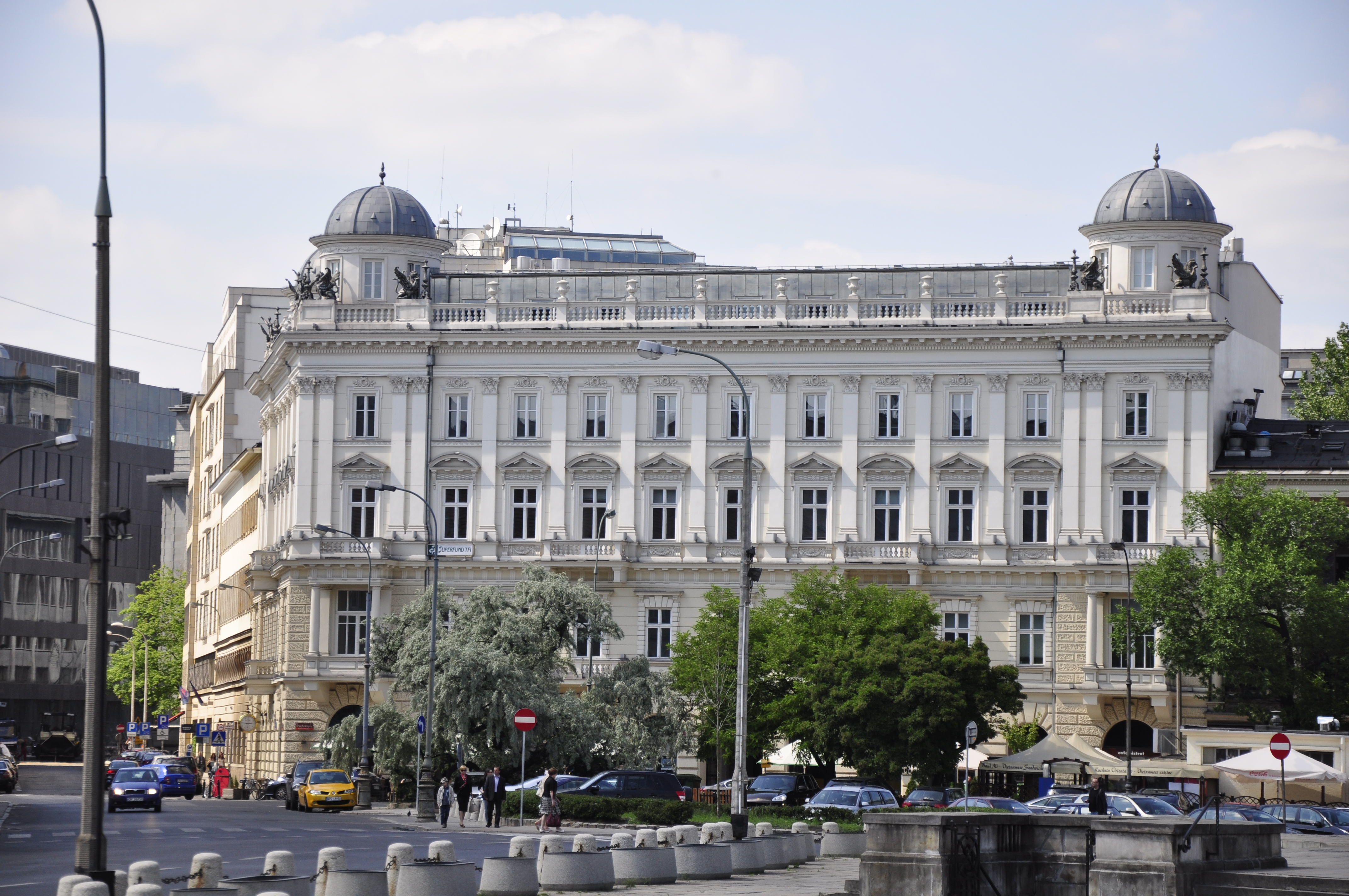
Haus zu den Greifen an der Bracka-Straße
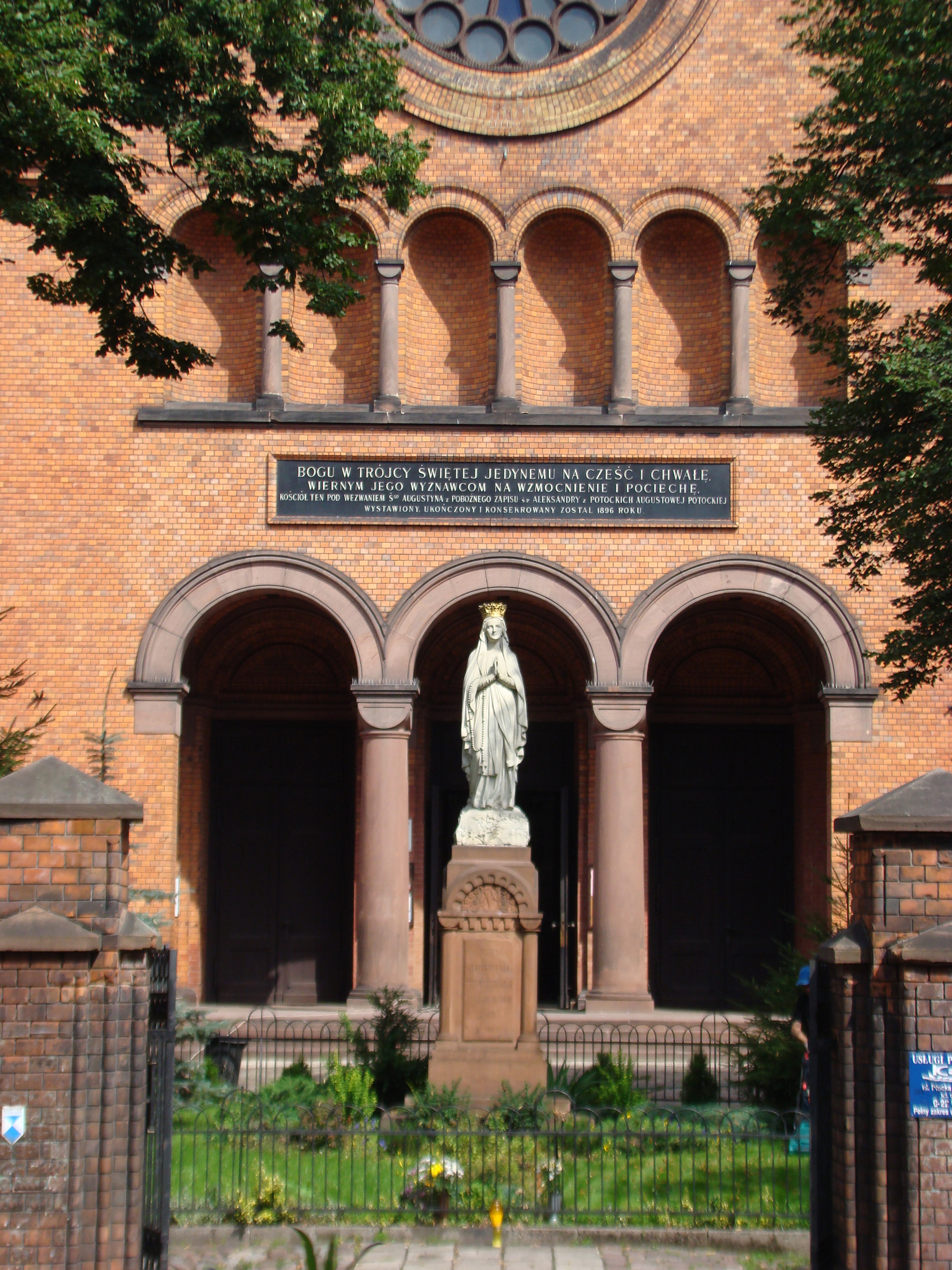
St. Augustin-Kirche in der Nowolipki-Straße
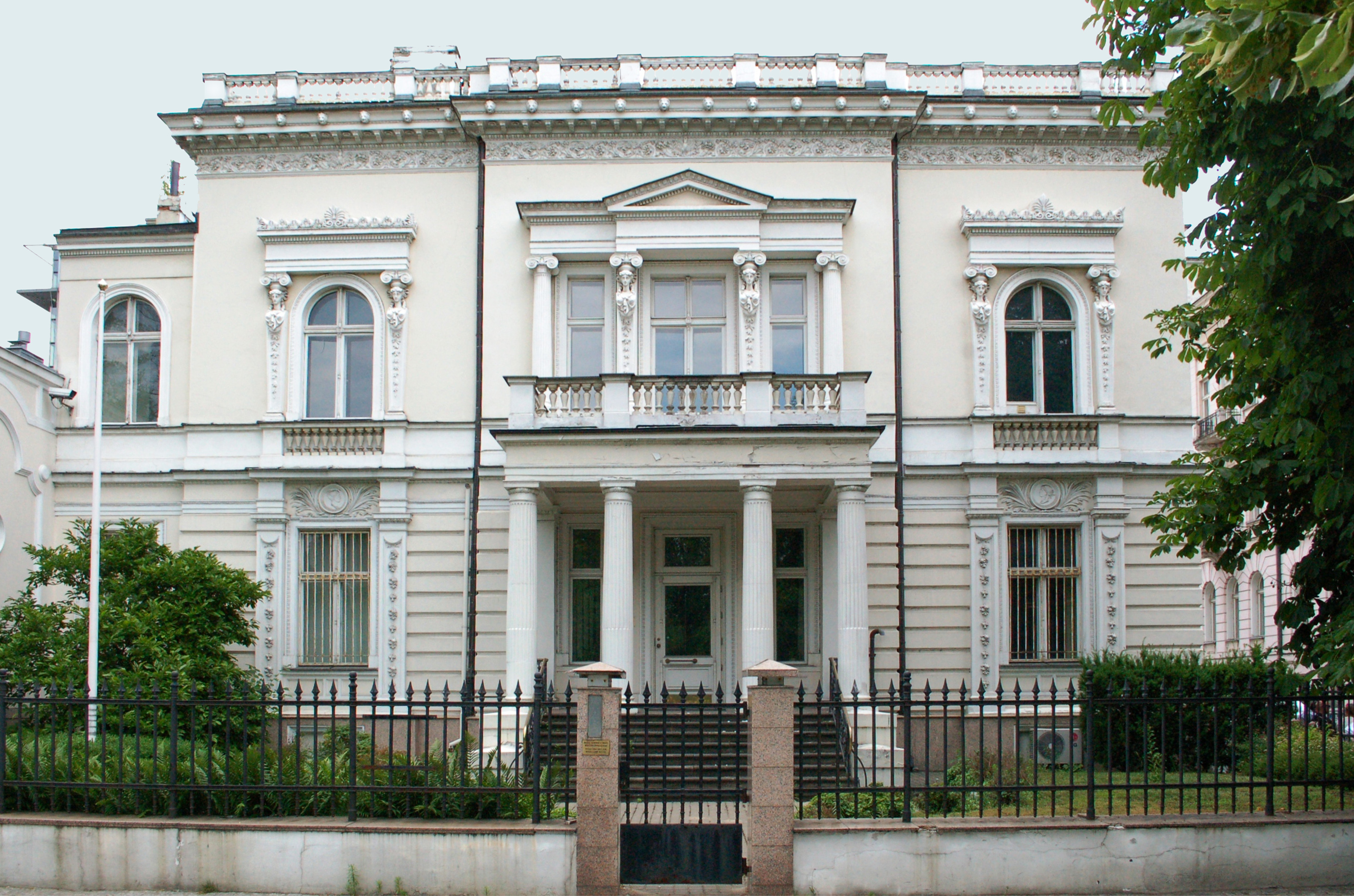
Wielopolski-Residenz an der Prachtstrasse Al. Ujazdowskie
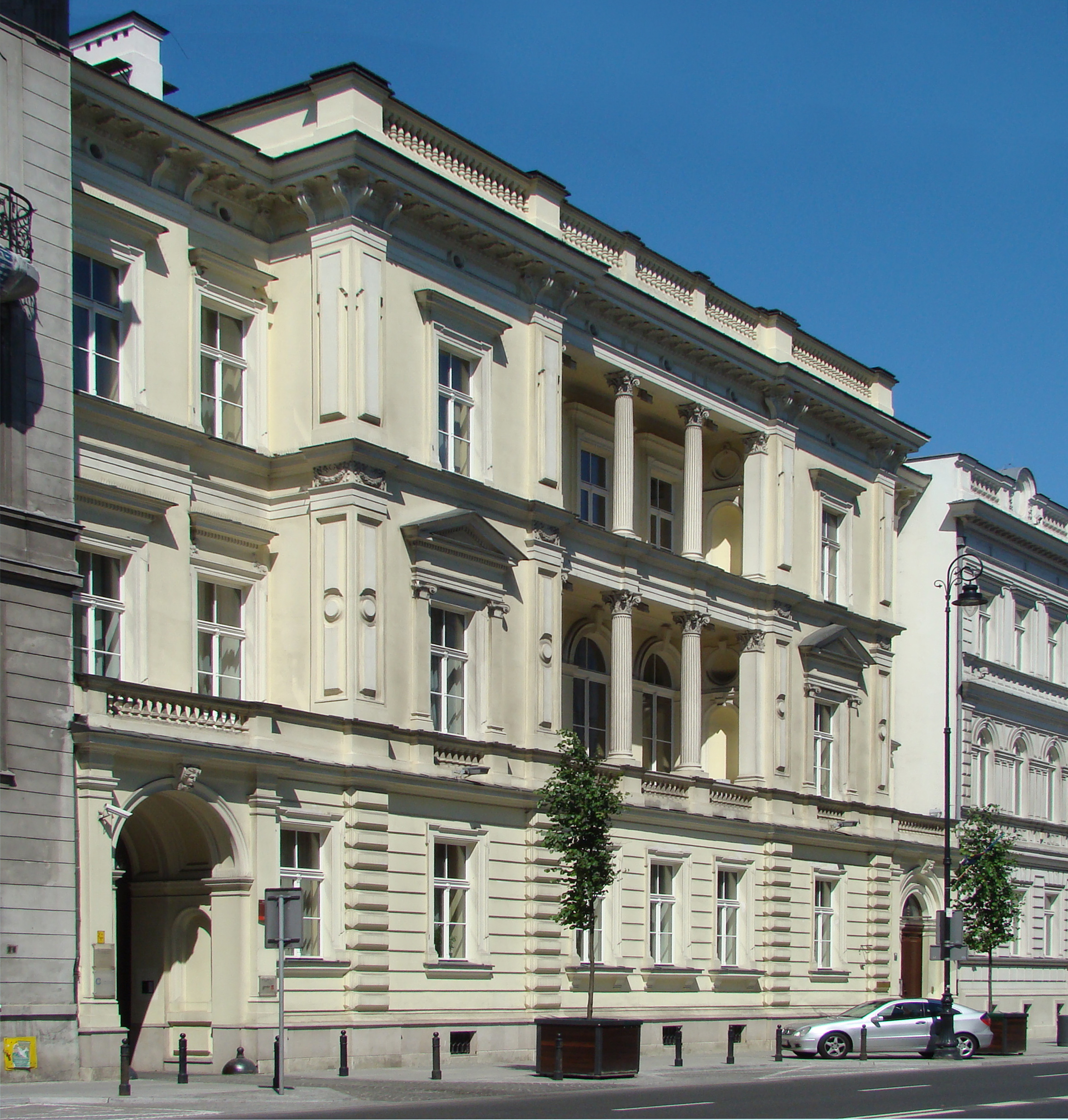
Karnicki-Palais, ebenfalls an der Al. Ujazdowskie

## Quelle
- Stanisław Łoza: Architekci i budowniczowie w Polsce (Architekten und Baumeister in Polen), Warszawa 1954

| Personendaten    | Personendaten        |
| ---------------- | -------------------- |
| NAME             | Huss, Józef          |
| KURZBESCHREIBUNG | polnischer Architekt |
| GEBURTSDATUM     | 11. Juni 1846        |
| GEBURTSORT       | Krzeszowice          |
| STERBEDATUM      | 15. Februar 1904     |
| STERBEORT        | Warschau             |